# Kathedraal van de Ontslapenis van de Moeder Gods (Dmitrov)
De Kathedraal van de Ontslapenis van de Moeder Gods (Russisch: Собор Успения Пресвятой Богородицы) is een Russisch-orthodoxe kathedraal in de Russische stad Dmitrov. 

## Geschiedenis
De kathedraal werd in de jaren 1509-1533 gebouwd in opdracht van prins Joeri Ivanovitsj Dmitrov (zoon van Ivan III). Aangenomen werd dat de kathedraal een ouder gebouw verving, maar recent onderzoek sluit het bestaan van een oudere kerk op de plek uit. De architect van de kerk is onbekend, maar de architectuur verraadt invloeden van Italiaanse meesters. Dit wordt versterkt door overeenkomsten van de kathedraal met de Aartsengel Michaëlkathedraal in het kremlin van Moskou. Deze kerk werd gebouwd door Italiaanse meesters in opdracht van de vader van prins Joeri. Tijdens een restauratie van de kathedraal in 1793 werd de huidige klokkentoren toegevoegd. De toren werd verbonden met de kerk door een trap die dateert uit de tweede helft van de 17e eeuw.   

## Na de Oktoberrevolutie
Na 1917 bleef de kathedraal voor nog een redelijk lange periode geopend. In 1932 werd de kerk toch nog aan de eredienst onttrokken en overgedragen aan een plaatselijk museum. De kruisen werden van de koepels verwijderd en in augustus 1941 werd een deel van de toren gesloopt. Bij een bombardement tijdens de Tweede Wereldoorlog werd de kathedraal verder beschadigd. In de jaren 1961-1965 vond na een lange periode van verval een restauratie plaats. In 1991 werden in een van de kapellen van de kerk sinds een lange periode weer vieringen toegestaan. In de jaren 2001-2002 werd een nieuwe restauratie uitgevoerd waarbij de koepels op de hoeken werden herbouwd. Het museum verhuisde in 2002 naar een nieuw gebouw, waarna de kathedraal volledig werd teruggegeven aan de Russisch-orthodoxe Kerk. In juni 2003 werd de kathedraal opnieuw ingewijd. De prachtige 17e-eeuwse iconostase met iconen die dateren uit de 15e eeuw en de beschilderingen van de kerk bleven ondanks het atheïstische bewind behouden.